# Абрусена
Абрусена (на испански: Abrucena) е населено място и община в Испания. Намира се в провинция Алмерия, в състава на автономната област Андалусия. Общината влиза в състава на района (комарка) Лос Филабрес Табернас. Заема площ от 83 km². Населението му е 1367 души (по данни от 2010 г.). Разстоянието до административния център на провинцията е 67 km.

## Демография
| 1996 | 1998 | 1999 | 2000 | 2001 | 2002 | 2003 | 2004 | 2005 | 2006 |
| ---- | ---- | ---- | ---- | ---- | ---- | ---- | ---- | ---- | ---- |
| 1460 | 1462 | 1460 | 1455 | 1437 | 1413 | 1391 | 1386 | 1358 | 1339 |